# オフィアコドン
オフィアコドン (Ophiacodon) は、古生代の後期石炭紀～前期ペルム紀（308-280 Ma　Ma:100万年前）の北アメリカに生息した非哺乳類型の基盤的な単弓類。オフィアコドン科の代表で、学名は「ヘビの歯」を意味する。

## 概要
1.5〜3メートル程の大型の肉食動物。一般的には、池や沼や湿地(沼沢地)に生息していたと説明される。縦に高く、横に薄い頭蓋骨と円錐形の鋭い歯を持ち、水辺の獲物(両生類や魚など)を捕食していたと考えられている。
単弓類は前肢や上半身が頑強に発達する一方、後肢はより軽いつくりとなる傾向がある。長い頭や肩といった重い前半身など、本属にもその傾向が見られる。後肢は巨体を動かす筋肉を備えつつ、やや前肢より長かった。
魚に加え、ワニのように水際の陸上動物を襲った可能性もある。骨組織・指骨(趾骨)の形態・円錐形の歯・タフォノミーから上記の生態は示唆されるが、一方でオフィアコドンの椎骨は敏速な遊泳には適していなかった。少なくとも初期のオフィアコドン科(Clepsydrops collettii)は、大腿骨の微細構造から半水棲へあまり適応していなかった可能性が指摘されている。同グループには部分化石のみ知られる属も多く、満足な化石は本種とヴァラノサウルスしか発掘されていない。そのため現状オフィアコドンの生態には謎が多い。